# ミコニンファエア
ミコニンファエア（Myconymphaea）はキックセラ目の菌類の1つ。長い柄の上の頂嚢表面に多数の細長い胞子をつける。イシムカデ類の糞に出現するものであることが明らかとなっている。

## 概説
この属は現時点では唯一の種Myconymphaea yatsukahoiのみが知られる。2001年に日本の長野県にある菅平高原実験所で発見された。細長い胞子嚢柄の先端に多数のスポロクラディアを纏めてつけ、その上に偽フィアライドと細長い単胞子の分節胞子嚢を生じる。当初は単にこの類の希少な菌の1種である、との判断だけであったが、この類が陸上節足動物の腸内性の菌と関わりを持っている可能性が示されたことからそれに基づく研究が行われ、その結果、イシムカデ類と特異的に関係を持っていることが示された。

## 特徴
本属が記載された際にはその特徴が以下のように纏められている。
胞子嚢柄は直立し、節があり、分枝はあるかまたはなく、また細かな凹凸があり、単独、または数個の胞子形成部を持つ。胞子嚢柄の先端は膨らんで亜球形または倒卵形の頂嚢を形成し、その上半球部にスポロクラディアを密集してつける。スポロクラディアは円柱形で、単一の細胞からなり（時に2細胞の例もある）、その上に偽フィアライドを生じる。偽フィアライドはフラスコ状で長い首状の部分があり、その上に分節胞子嚢を1つだけつける。分節胞子嚢は単胞子で無色、円柱形で針状。胞子嚢胞子も円柱形で針状。
学名は菌類を示すMyco- とスイレン属の学名であるNymphaeaを組み合わせたもので、本属のものの姿（湿った状態で）がスイレンの花に似ていることに依る。

## より具体的な特徴
本属のタイプ種で、かつ現時点では唯一の既知種であるM. yatsukahoiに基づいて示す。なお、この種小名はYatsukaho Ikedaの名に基づくもので、Ikedaはコムシ目（以前は原始的な昆虫と見なされていた六脚虫の1群）の採集者であり、本菌はIkedaの採集したこの類の死体から分離された。更に八束穂とは日本古来の語でよく実った特に長い稲穂のことをさすもので、この菌の特徴でもある細長い胞子嚢胞子を多数つけることも反映されている、とのこと。

### 栄養体
腐生菌的であり、コーンミール寒天培地のような比較的単純な培地でもよく生育する。1/2ME-YE寒天培地上で生育したコロニーは象牙状の白から薄い黄色になり、背丈は1 - 1.5 cm程になる。栄養菌糸は無色で隔壁があり、径1.5 - 4 μm、平均で2.4 μm。
また栄養菌糸には隔壁があり、その中央にはプ隔壁孔がある。これはキックセラ目に広く見られることではあるが、本種のそれは形態が特殊である。本菌の場合、2又に分かれた隔壁が中央の孔を取り巻いており、電子密度の濃い隔壁栓がそれによって囲まれた空間の内側に存在する。この栓は基本的には凸レンズ状の形をしているが、その上側の中央にある小さな突起へとなだらかに繋がっている。この突起は栓そのものと同じ素材から出来ているように見える。

### 無性生殖

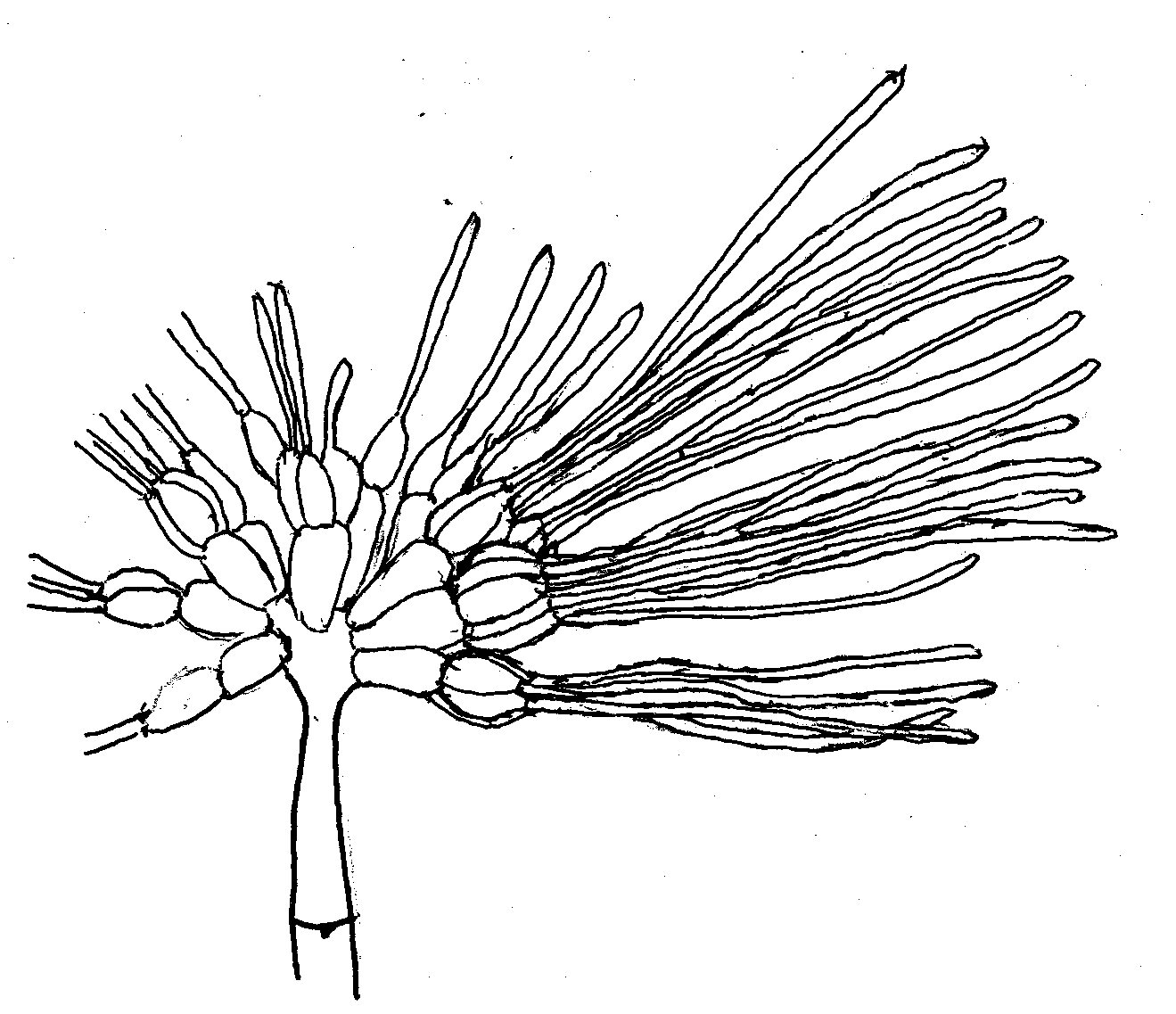
胞子形成部の拡大図。胞子の一部省略。

無性生殖は単胞子性の分節胞子嚢内に形成される胞子嚢胞子による。胞子嚢柄は直立し、径10 - 15 μm、平均で12.6 μm。分枝を出すが、枝分かれしない場合や無隔壁の場合もある。胞子嚢柄の先端が膨らみ、亜球形ないし偏球形の頂嚢を形成し、これが胞子形成部となる。このような胞子形成部は1つの胞子嚢柄に1つ、あるいは複数が形成される。頂嚢の大きさは5.5 - 26.5 μm（平均15.4 μm）×12.5 - 25.0 μm（平均19.2 μm）で、この頂嚢の上側の半球面にスポロクラディアを9から25個（平均16個）を密集してつける。スポロクラディアは円柱形で通常は1細胞から形成され（時に2細胞の場合がある）ており、大きさは17.0 - 38.0 μm（平均25.0 μm）×9.0 - 15.5 μm（平均12.2 μm）で、2から6個（平均4個）の偽フィアライドをつける。偽フィアライドはフラスコ型で22.0 - 29.5 μm（平均25.6 μm）×2.5 - 10.5 μm（平均9.1 μm）で、長さ7.5 - 12.5 μm（平均10.2 μm）の首状部がある。偽フィアライドの上には単一の分節胞子嚢をつける。分節胞子嚢は単胞子性で、無色、円柱形で針状で僅かにZ状にくねり、大きさは89.0 - 130 μm（平均113 μm）×6.5 - 8.0 μm（平均7.1 μm）で、粘液球に包まれており、成熟時には簡単に外れる。胞子嚢胞子は円柱形で針状、78.0 - 115 μm（平均97.4 μm）×5.0 - 7.0 μm（平均6.0 μm）。発芽の際には1つないし数個の偽隔壁が時として形成され、2から3本（時に1から5本）の発芽管が側面から形成される。

### 有性生殖
有性生殖は接合胞子嚢の形成によると考えられるが発見されていない。

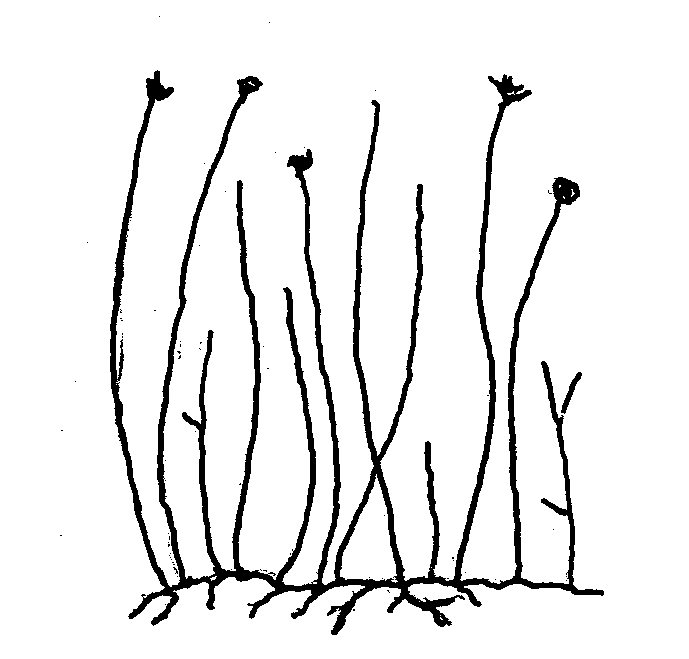
菌体の概形
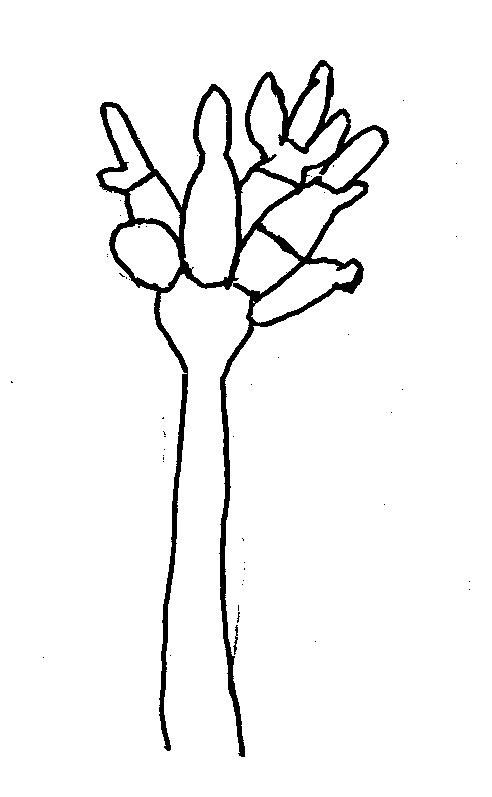
胞子形成部の成長段階(1) スポロクラディアと偽フィアライドの形成中
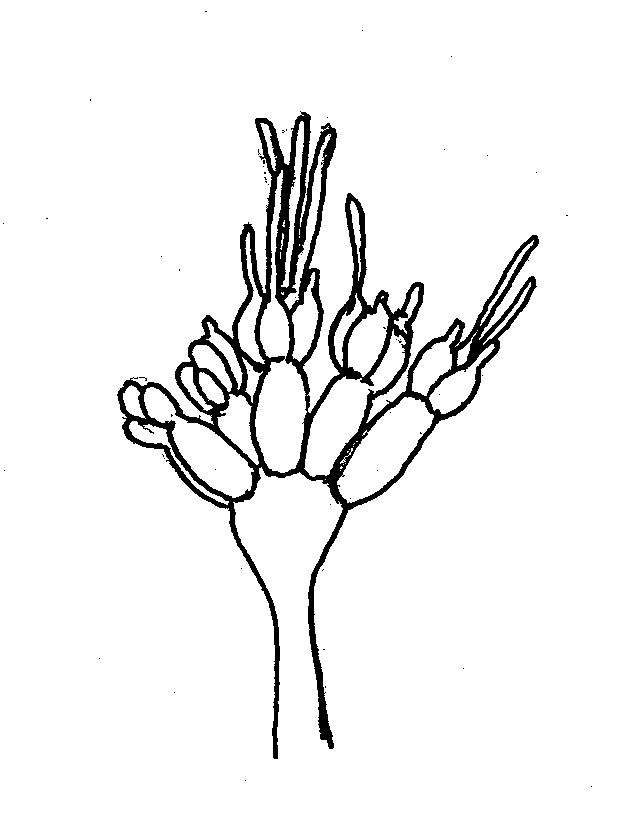
胞子形成部の成長段階(2) 分節胞子嚢が形成され始めている
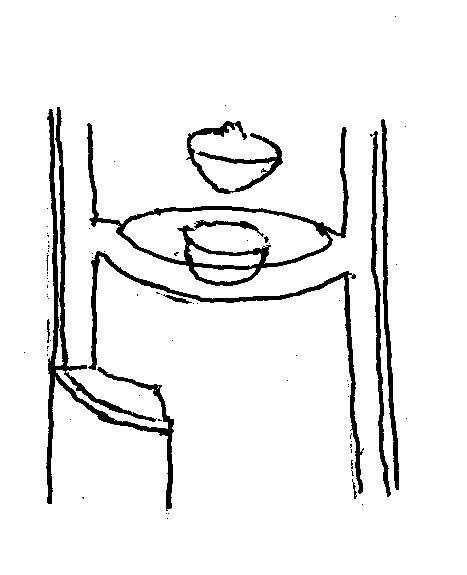
隔壁部分の模式図

## 分類など
現時点では本属にはタイプ種のみが知られているが、未記載の別種の存在が示されている。栗原 2003 は本種が独自の属をなすべきとする論拠として、以下の点を上げて近似と思われる他のどの属とも異なると主張している。
- 胞子嚢柄の先端の頂嚢上に形成される単細胞性のスポロクラディア上に複数の偽フィアライドが形成される。
- 分節胞子嚢および胞子嚢胞子が顕著に細長い針状であること。
- 胞子嚢胞子の発芽時に偽隔壁が形成されること。
- 胞子嚢胞子の隔壁に栓が存在すること。

また栗原 2003はその時点で知られていた同群の属を比較検討している。その結果、本属のスポロクラディアの構造はそれ以外の属とははっきり異なるもので単独で1グループとすべきものであるが、それらを更に纏めるとブラシカビ Coemansiaのグループに含められると判断している。18s rDNAを用いた分子系統の分析結果でも本属はそのグループに所属するという結果が得られている。そのような結果に基づき、栗原 (2003) は従来はこの目にはキックセラ科のみを認めてきた中で複数の科を立てることを提案しているが、そんな中でも本属をキックセラ科 Kickxellaceaeに含めることを提案している。分子系統の情報もほぼそれを支持しており、Reynolds et al.(2023)によると本属はブラシカビ属のものと姉妹群をなすクレードに含まれ、もっとも近縁なのは Pinnaticoemansia  であり、それについでリンデリナ属が近い、との結果になっている。

## 生態的側面
本属のタイプ種であるM. yatsukahoiは長野県上田市の菅平高原でコムシ類である Metriocampa sp. の死体から分離され、後にタイプ標本の発見地の側からも改めて見いだされている。その地域は落葉広葉樹林であり、一部にはアカマツ林も見られ、最初の採集地は広葉樹林、第2と第3の発見地はアカマツ林であった。その後長らく記録がなかったが、2018年に群馬県沼田市で採集された土壌サンプルを培養した際に本種が出現し、分離培養にも成功した。それらの出現した基質については小動物の糞らしきものが上がっていたが、それがどんな動物のものかは明らかではなかった。ただし著者らはそれらの調査の中で頻繁にムカデ類を見ており、またその糞にムカデ類を宿主とするグレガリナ類のシストが含まれていたことから本菌の基質がこの仲間の糞ではないかと仮定し、さらにコムシ類を捕食する地位にあることも考慮して、それに基づいてタイプ産地や新たな産地の周辺でオオムカデ目やイシムカデ目のムカデ類を採集し、個別に実験室で飼育し、その糞を得て培養し、本菌の出現を見た。その結果、イシムカデ目のもの（イッスンムカデ属 Bothropolys、およびヒトフシムカデ属 Monotarsobiusのものと同定されている）の糞から複数の出現が確認され、他方でオオムカデ属のものからは全く出現しなかった。このようなことから、本菌はイシムカデ目のムカデ類の糞をその基質として選んでいると思われる。現時点では本菌の生活史は未知の部分が多いが、それがイシムカデ類と結びついていることは確からしい。

### その意義
微小なカビ類においてはそれを発見するためには発生元を特定することがとても重要となるが、本属を含むキックセラ目の菌類は元記載以降に再発見されない例が多く、それらの理由の1つはその発生基質が特定されていないためではないかとも考えられてきた。本群の菌類の分離源としては従来は雑食性のネズミ類の糞が重視されてきた。しかし他の動物の糞など、特に節足動物や昆虫食性のコウモリの糞は本群の菌類の分離源として有効であることも報告されている。本菌がコムシ類の死体から分離されたこともこれに関わっていると見える。
特に出川らは本群の菌類が特定の節足動物と結びついている可能性を探ってきた。例えばこの類の分離法としてサクラエビやミジンコなどを釣り餌として土壌に投下して培養したりそれらを培地に添加して培養する方法などを開発して、それによって本群の菌類をこれまでより遙かに多く見いだすことが出来ることなどを示している。またこの菌群は糸状菌であるが、分類上はハルペラ目などかつてトリコミケス綱に含められた菌群と近縁であることが示されている。しかしこの菌群は昆虫を中心とした節足動物の腸内にのみ生育し、限定的な菌糸体のみを発達させるもので、この群と本菌を含むキックセラ目との間にはかなりの乖離がある。近年、この乖離を埋めるかもしれない菌を出川らは発見している。Unguisporaはカマドウマ類の腸内では限定的な菌体を発達させ、糞と共に外に出ると糸状菌として生育してこの類独特の形態の胞子形成の形態を示す。出川らはこのような菌類に対して腸内外両生菌類と名をつけた。これはこの種以外のこの類も実はそれぞれ特定の節足動物の腸内と繋がる生活史を持つ可能性を示唆するものである。本菌の出現する基質の探索もこの線を追ったものであり、キックセラ目の菌類として発見された本菌がイシムカデ類という土壌性の節足動物の特定の分類群と結びついていることが発見されたのはその大きな一歩と言える。